# Paracorymbia maculicornis
Paracorymbia maculicornis је врста инсекта из реда тврдокрилаца (Coleoptera) и породице стрижибуба (Cerambycidae). Сврстана је у потпородицу Lepturinae.

## Распрострањеност
Врста је распрострањена на подручју Европе (осим појединих јужних делова) и Кавказа. У Србији се среће спорадично.

## Опис
Глава, пронотум и ноге су црне боје. Елитрони су браонкастожуто обојени са црним врхом и једном црном пегицом на епиплеурама у раменском региону.  Антене су средње дужине, црно обојене, а чланци од четвртог до осмог са жућкастим базалним делом. Дужина тела је од 7 до 10 mm.

## Биологија
Животни циклус траје две године. Ларве се развијају у мртвом и трулом дрвету. Адулти су активни од јуна до августа, а срећу се на цвећу. Као биљка домаћин јављају се различите врсте листопадног и четинарског дрвећа (буква, храст, бреза, смрча, бор, јела).

## Синоними
- Leptura maculicornis DeGeer, 1775
- Stictoleptura maculicornis (DeGeer, 1775)
- Paracorymbia maculicornis maculicornis (DeGeer, 1775)
- Brachyleptura maculicornis (DeGeer, 1775)
- Corymbia maculicornis (DeGeer, 1775)